# Марк Арецин Клемент (префект 38 г.)
Вижте пояснителната страница за други личности с името Марк Арецин Клемент.
Марк Арецин Клемент (на латински: Marcus Arrecinus Clemens) е политик на Римската империя през 1 век, преториански префект от 38 до 41 г.
Неговата фамилия е от етруски произход. Роден е в Пизариум, Италия. Фамилията му е от конническото съсловие. Син е на Арецин и съпругата му Тертула. Сестра му Арецина Клементина (* 12 г., Пизаурум) е омъжена за Тит Флавий Сабин (консул 47 г.).
През 38 г. по времето на Калигула той е преториански префект.
Женен е за Юлия. Баща е на Арецина Тертула, която 62 г. става първата съпруга на бъдещия император Тит. Баща е и на Марк Арецин Клемент, който е преториански префект на Рим и командир на преторианската гвардия 70 – 71 г. по времето на император Веспасиан и суфектконсул 73 г. и 85 г.